# Горгопик
Горго̀пик или Горго̀п (на гръцки: Γοργόπη, Горгопи) е село в Гърция, дем Пеония, област Централна Македония.

## География
Селото е разположено на 80 m надморска височина, на 4 km югоизточно от град Боймица (Аксиуполи).

## История

### В Османската империя
В XIX век Горкопик е село в Гевгелийска каза на Османската империя. Църквата „Свети Николай“ е от 1862 година. До 1864 година селото е чифлик на Салих бей от Цариград, а след това – на солунския търговец Ибрахим бин Кетхуда. Ибрахим построява в Горгоп големи конаци. Синът на Ибрахим, Тахсин бей, пише в спомените си, че чифликът е известен с „хубавите води, пленителните гледки, със своите овощни плодове и особено с виното и коприната.“
Александър Синве („Les Grecs de l’Empire Ottoman. Etude Statistique et Ethnographique“), който се основава на гръцки данни, в 1878 година пише, че в Горгопи (Gorgopi), Воденска епархия, живеят 660 гърци. В учебните 1881 – 1882 и 1882 – 1883 година Българската екзархия издържа учител в Горкопик.
В селото в 1895 – 1896 година е основан комитет на ВМОРО. Между 1896 – 1900 година селото преминава под върховенството на Българската екзархия.
Според статистиката на Васил Кънчов („Македония. Етнография и статистика“) в 1900 година Горгопъ (Горгопикъ) е село в Гевгелийска каза със 760 жители българи. Според Тахсин бей, един от собствениците на чифлика Горгоп по това време, населението на селото се състои от 100 домакинства, повечето български. Тахсин отбелязва в спомените си по повод на посещението си в селото към 1900 година, че „сътрудниците“ в чифлика са българи, както и че е получил важни сведения за активността на „българските разбойници“.
След Илинденското въстание в 1904 година цялото село минава под върховенството на Българската екзархия. По данни на секретаря на Екзархията Димитър Мишев („La Macédoine et sa Population Chrétienne“) в 1905 година в Горгопик (Gorgopik) има 920 българи екзархисти и работи българско училище. На 8 януари 1907 година в селото влиза четата на гъркоманския капитан Лазар Доямов, която кара жителите да отхвърлят Екзархията и да се върнат в лоното на Патриаршията.
По данни на Екзархията в 1910 година Горгопикъ има 127 семейства, 640 жители българи (189 чифлигари) и една черква.
При избухването на Балканската война в 1912 година пет души от Горгопик са доброволци в Македоно-одринското опълчение.

### В Гърция
В 1913 година след Междусъюзническата война селото попада в Гърция. Боривое Милоевич пише в 1921 година („Южна Македония“), че Габрово (или Горгоп) има 115 къщи славяни християни. От 127 български семейства към 1912 година до 1928 година в България се изселват 106 семейства или 484 души. и в селото остават 21 български семейства. На мястото на изселилите се българи са настанени гърци бежанци. В 1928 година селото е смесено местно-бежанско със 123 семейства и 533 жители бежанци. Статистика на НОФ от 1947 година показва в селото 500 славяноговорещи жители.
В селето работи етнографски музей.
Селото има богато землище, което се напоява добре и произвежда традиционно много тютюн, десертно грозде, пшеница, овошки и други градински култури.
| Име        | Име          | Ново име   | Ново име   | Описание                                               |
| ---------- | ------------ | ---------- | ---------- | ------------------------------------------------------ |
| Умта       | Ούμτα        | Фуска      | Φούσκα     | река на Ю от Горгопик                                  |
| Караяница  | Καραγιανίτσα | Янула      | Γιαννούλα  | местност на Ю от Горгопик                              |
| Роат       | Ροάτ         | Рема       | Ρέμα       | река и местност между Горгопик и Боймиц                |
| Буруни     | Μπουρούνια   | Митес      | Μύτες      | местност на С от Горгопик                              |
| Латомирца  | Λατομίρτσα   | Халикияс   | Χαλικιάς   | река на СЗ от Горкопик, ляв приток на Горгопската река |
| Алба Кедра | Άλμπα Κέντρα | Аспропетра | Άσπρόπετρα | възвишение на З от Горгопик (192,6 m)                  |
| Стридол    | Στρίντολ     | Кангелота  | Καγκελωτά  | река на СЗ от Горкопик, ляв приток на Горгопската река |
| Валаково   | Βαλάκοβα     | Аплома     | Άπλωμα     | възвишение на СЗ от Горгопик (174 m)                   |
| Изгурито   | Ίσγούριτο    | Стронгило  | Στρογγυλό  | местност на СЗ от Горгопик                             |
| Лазаровото | Λάζαρβουτ    | Лазарадес  | Λαζαράδες  | възвишение на З от Горгопик и на СЗ от Тушилово        |

| Година    | 1913 | 1920 | 1928 | 1940 | 1951 | 1961 | 1971 | 1981 | 1991 | 2001 | 2011 | 2021 |
| --------- | ---- | ---- | ---- | ---- | ---- | ---- | ---- | ---- | ---- | ---- | ---- | ---- |
| Население | 677  | 635  | 778  | 1072 | 1049 | 1143 | 1044 | 955  | 1144 | 948  | 872  | 726  |

## Личности
Родени в Горгопик
- Атанас Карадупков, български революционер, дееци на ВМОРО[7][25]
- Георги Семерджиев, български революционер, деец на ВМОРО, убит[25]
- Гоне Христов (Готе, 1880 – ?), македоно-одрински опълченец, Кукушка чета, Втора рота на Четиринадесета воденска дружина[26]
- Димитър Камчев Димитров (1853 - след 1943), български просветен деец и революционер
- Гоно Камешев, български революционер, деец на ВМОРО[7]
- Дино Овчаров (1889/1892 – ?), македоно-одрински опълченец, четата на Христо Димитров, четата на Иван Пальошев, Първа рота на Четиринадесета воденска дружина[27]
- Ичко Попов, български революционер, деец на ВМОРО[7]
- Кольо Семерджиев, български революционер, деец на ВМОРО, убит[25]
- Костадин Тръпков (Константин, 1882 – 1913), македоно-одрински опълченец, Втора рота на Пета одринска дружина, загинал в Междусъюзническата война на 9 юли 1913 година[28]
- Иван Овчаров (1886 – ?), македоно-одрински опълченец, четата на Христо Димитров, четата на Иван Пальошев[27]
- Пене Карадупков (1877 – ?), български революционер от ВМОРО
- Серафим Атанасов Карадупков, български революционер, деец на ВМОРО[7]
- поп Тано Камешев, български революционер, деец на ВМОРО[7]
- Танас Попето, български революционер от ВМОРО[29]
- Трайо (Трайко) Франгов, български революционер, деец на ВМОРО,[7] загинал преди 1918 г.[30]

Починали в Горгопик
- Иван Любомов (? – 1900), български революционер от Тушин, деец на ВМОРО, убит на 2 декември 1900 година в Горгопик[31]